# Johann Lamont
Ne doit pas être confondu avec Johann von Lamont.
Johann Lamont (/ˈdʒoʊæn læmʌnt/, née le 11 juillet 1957 à Glasgow) est une personnalité politique britannique.
Elle est membre du Parlement écossais depuis 1999. En 2004, elle est nommée vice-ministre dans le gouvernement McConnell II. Lamont dirige le parti travailliste écossais (Scottish Labour Party) de décembre 2011 à octobre 2014.

## Biographie

### Jeunesse et formation
Johann Lamont grandit à Anderston, un district de la ville de Glasgow. Ses deux parents sont nés sur l'île de Tiree,. Elle étudie l'anglais à l'université de Glasgow et rejoint le Labour Club, un club d'étudiants travaillistes. Elle milite pour la cause des femmes et participe notamment à des campagnes contre la violence conjugale. 

### Carrière professionnelle
Durant vingt ans, Lamont fait carrière dans l'enseignement. Elle milite pour le parti travailliste écossais sans briguer de siège à Chambre des communes, où selon elle les femmes ont peu de chances d'être élues.

### Parlement écossais
Lors des élections parlementaires écossaises de 1999, Johann Lamont est élue au Parlement écossais dans la circonscription de Glasgow Pollok face à Tommy Sheridan, candidat du Parti socialiste écossais (SSP). Elle est réélue lors des scrutins de 2003, 2007 et 2011. En 2001, elle devient coordinatrice du Comité parlementaire pour la justice sociale (Social Justice Committee).

### Postes ministériels
En 2004, Johann Lamont est nommée vice-ministre des communautés (Deputy Minister for Communities) dans le gouvernement McConnell II. En novembre 2006, elle devient vice-ministre (Deputy Minister for Justice) dans le gouvernement de la troisième législature du Parlement écossais.

### Parti travailliste écossais
À l'issue des élections parlementaires écossaises de 2011, le chef de file des travaillistes au Parlement écossais, Iain Gray (en), annonce sa démission. Les travaillistes écossais décident de se doter pour la première fois d'un président responsable de l'ensemble du parti. Johann Lamont se porte candidate à la présidence et est élue en décembre 2011,.
À l'occasion du référendum sur l'indépendance de l'Écosse organisé en 2014, elle fait partie de la coalition Better Together (en), favorable au maintien de l'Écosse au sein du Royaume-Uni, qui inclut travaillistes et conservateurs. En octobre 2014, elle déplore le manque d'autonomie du parti travailliste écossais et annonce sa démission.

## Famille
Archie Graham, le mari de Johann Lamont, siège au conseil municipal de la ville de Glasgow (Glasgow City Council),.